# Бечки градски парк
Градски парк у Бечу, опште познат као Штатпарк, је велики општински парк који се протеже од Рингштрасе у Првом бечком округу до Хојмаркта (  - Пијаца сена) у трећем округу Ландштрасе. Парк је подељен на два дела реком Вин, и има укупну површину од 65.000 квадратних метара (6,5 хектара). По парку су раштркане статуе бечких уметника, писаца и композитора, укључујући Ханса Канона, Емила Јакоба Шиндлера, Јохана Штрауса Млађег, Франца Шуберта и Антона Брукнера. Зграда Курсалона (лековите бање) на улици Јоханесгасе, са својом широком терасом која сеже у парк, место је где се одржавају концерти, углавном валцери.

## Историја
Још у периоду бидермајера, гласија испред Капије града Каролине била је популарно место забаве. Приликом рушења градских зидина и стварања бечке Рингштрасе на месту некадашњих зидина, тадашњи градоначелник Андреас Зелинка промовисао је пројекат стварања јавног парка. Парк је у стилу енглеских вртова дизајнирао пејзажни сликар Јозеф Селени, док је планове израдио градски баштован Рудолф Зибек. 21. августа 1862. године парк је отворен, поставши први јавни парк у Бечу.
На јужној обали реке Вин, 1863. године створен је Киндерпарк (Дечији парк), који се и данас користи углавном као игралиште и за рекреативни спорт. Мост Каролине, који је изграђен 1857. (од 1918. познат је као (  - Мост у градском парку) повезује делове парка са обе стране реке.
Након регулације реке Вин, читаву речну област су обновили Фридрих Оман и Јозеф Хакофер између 1903. и 1907. године, са капијом из које тече река, павиљонима и степеницама. 

## Знаменитости у парку

### Курсалон (лековита бања)
Код воденог гласија изграђен је бањски павиљон у коме се служила минерална вода са лековитим својствима. Садашња зграда Курсалона изграђена је између 1865. и 1867. године према плановима Јохана Гарбена. Раскошна зграда у историцистичком стилу италијанске ренесансе налази се поред улице Јоханесгасе. Уз њега је причвршћена широка тераса која сеже у парк.
Након што је Курсалон отворен 8. маја 1867. године, забава је првобитно била забрањена. Међутим, пошто тај концепт није прихваћен, промењен је и Јохан Штраус Млађи је овде одржао свој први концерт 15. октобра 1868. године. Курсалон је тако постао популарно место за концерте и плес, посебно у доба браће Штраус. Данас, након реновирања, и даље се користи за балове, концерте, догађаје у ноћним клубовима и конгресе. Унутар самог парка се налази и кафић - ресторан.

### Споменици
Позлаћени бронзани споменик Јохану Штраусу Млађем представљен је јавности 26. јуна 1921. и уоквирен је мермерним рељефом који је направио Едмунд Хелмер. Позлата је скинута 1935. и поново постављена тек 1991. године.

Постоји неколико других споменика, нпр. Францу Шуберту, Францу Лехару, Роберту Штолцу и Хансу Макарту.
- Споменик Францу Шуберту
- Крупни план статуе Франца Шуберта
- Споменик Јохану Штраусу Млађем
- Биста Роберта Штолца
- Споменик Андреасу Зелинки
- Споменик Францу Лехару

### Млекара (),
Некадашња сала где се продавало и пило млеко подигнута је као део инсталација које окружују реку Вин. Млекара је изграђена према плановима Фридриха Омана и Јозефа Хакхофера у периоду од 1901. до 1903. године. Након великих оштећења током Другог светског рата, зграда је рестаурисана. 

### Биљке
Флору у парку карактерише широк спектар врста, засађених да цветају у свим годишњим добима. Стаза који се граничи са Рингштрасе смањује утицај буке и емисије штетних издувних гасова на парк. Неки шумарци су природне заштитне зоне, укључујући гинко, трновац, пирамидалну тополу и кавкаски орах.

## Галерија слика
- Табла са мапом парка.
- Приказ парка из 1872. године.
- Штатпарк на литографији из 1862. године.
- Снимак парка из 2009. године.
- Курсалон, снимак из 2020. године.
- Некадашња Млекара, данас ресторан Штајререк
- Мост преко реке Вин
- Мађарски мост преко реке Вин.
- Улазак у метро станицу "Штатпарк"
- Композиција бечког метроа на линији У4 у станици "Штатпарк"